# Gladys Kalema-Zikusoka
Gladys Kalema-Zikusoka (8 de janeiro de 1970) é uma veterinária de Uganda e fundadora da Conservation Through Public Health, uma organização dedicada à coexistência de gorilas das montanhas ameaçados de extinção, outros animais selvagens, humanos e gado na África.
Kalema-Zikusoka foi a primeira veterinária da vida selvagem em Uganda e foi a estrela do documentário da BBC, Gladys the African Vet. Em 2009 ela ganhou o Whitley Gold Award por seu trabalho de conservação. Em dezembro de 2021, ela foi proclamada Campeã da Terra em Ciência e Inovação pelo Programa das Nações Unidas para o Meio Ambiente por seu trabalho com a iniciativa One Health.